# (7643) 1988 VQ1
1988 في كيو 1 (ويعرف أيضًا باسم (7643) 1988 في كيو 1 وفق تسمية الكوكب الصغير) (بالإنجليزية: 1988 VQ1)‏ هو كويكب ضمن حزام الكويكبات؛ وترتيبه 7643 من حيث الاكتشاف.
اكتُشف هذا الجُرم الفلكي بواسطة هيروشي موري في 6 نوفمبر 1988.

## وصلات خارجية
- (7643) 1988 VQ1 في قاعدة بيانات مختبر الدفع النفاث لأجرام النظام الشمسي الصغيرة

- الاكتشاف · مخطط المدار ·  العناصر المدارية · المعلمات المادية

- (7643) 1988 VQ1 على موقع ويكي سكاي: DSS2, SDSS, GALEX, IRAS, Hydrogen α, X-Ray, Astrophoto, Sky Map, Articles and images